# ニューズレター
ニューズレター（英語: newsletter）は、企業や組織が、その活動に関わるニュースを、印刷物ないしは電子出版物に掲載して、構成員、顧客、従業員、その他の購読者に配布するもの。通常ニューズレターは、受取る者の関心を引くような、ひとつの主要な主題をもっている。ニューズレターは、灰色文献の一種と見なされる場合もある。電子化されたeニューズレターは、電子メールを介して配布され、メール広告が求めていないのに押し付けられるような場合にはスパムと見なされることもある。
ニューズレターは、逐次刊行物の最も一般的な形態である。ニューズレターの概ね3分の2は、組織内部向けの出版物で、従業員やボランティアを対象としたものであり、残りの3分の1ほどが組織外に向けたアドボカシーや、特別利益団体（Special Interest Group: SIG）に働きかけることを目指している。
日本語では、ニュースレターと表記されることもある。

## 歴史
印刷物ではなく、手書きの手紙で定期的にニュースを知らせるという意味でのニューズレターの歴史は古い。古代ローマにおいては、公職者の間や、友人同士の間でニューズレターが交換されていた。中世には、商家の間でニューズレターが交換されていた.。取引者たちのニューズレターは、商品の需給状況や価格、政治ニュース、そのほか取引に影響を及ぼしそうな各種の出来事など、多様な主題を取り扱っていた。16世紀頃には、こうした手書きのニューズレターが盛んに発行されていた。商業的なニューズレターは、実質的に最初の「真剣な」ニュース出版の回路となっており、そこから新聞が発展していくことになった。
最初の完全な「新聞」は、1605年にヨハン・カロルスがストラスブールで発行した『Relation』であった。程なくして、ドイツ語の『Avisa Relation oder Zeitung』やオランダ語の『Nieuwe Tijdinghen』など数多くの対抗紙が登場した。17世紀末には、ヨーロッパ中の各地にいくつもの新聞が成立し、しばしば様々な言語へと翻訳記事が転載された。また17世紀後半には、新聞の検閲に乗り出す政府も登場するようになり、新聞の発達を阻害した。三十年戦争のような戦争も、取引に制約を課すこととなり、検閲に加えて、用紙の不足を招くこととなった。
政府による検閲は、その後も何世紀も続き、今日にも至っているが、他方では報道の自由を法的に保証している国も多数ある。

## 現代のニューズレター
ニューズレターを用いたマーケティングは、直接消費者向け広告の一形態である。潜在的な顧客や顕在化している顧客を対象に、直越情報を伝えたいと望む企業がこの手法をとる。もし、求めていないのに押し付けられるような場合にはスパムと見なされることもある。
ニューズレターは、組織がその構成員に、進行中の展開について情報提供するためにも用いられることがある。